# Valongo de Milhais
Valongo de Milhais is een plaats (freguesia) in de Portugese gemeente Murça en telt 442 inwoners (2001).